# 417978 Haslehner
417978 Haslehner este o planetă minoră (asteroid) din centura de asteroizi. A fost descoperită pe 13 octombrie 2007 la Gaisberg⁠(d) de Richard Gierlinger⁠(d). 
Obiectul prezintă o orbită caracterizată de o semiaxă mare de 3,150660370911 UAi, o excentricitate de 0,07, o înclinație de 9,8 ° în raport cu ecliptica.